# Niphetogryllacris
Niphetogryllacris är ett släkte av insekter. Niphetogryllacris ingår i familjen Gryllacrididae.

## Dottertaxa tillNiphetogryllacris, i alfabetisk ordning[1]
- Niphetogryllacris aberrans
- Niphetogryllacris adelungi
- Niphetogryllacris ametroides
- Niphetogryllacris annandalei
- Niphetogryllacris atriceps
- Niphetogryllacris barkudensis
- Niphetogryllacris beybienkoi
- Niphetogryllacris brevipennis
- Niphetogryllacris conspersa
- Niphetogryllacris difficilis
- Niphetogryllacris dravida
- Niphetogryllacris eximia
- Niphetogryllacris finoti
- Niphetogryllacris fryeri
- Niphetogryllacris genufusca
- Niphetogryllacris gravelyi
- Niphetogryllacris grylloides
- Niphetogryllacris humilis
- Niphetogryllacris indecisa
- Niphetogryllacris jacobii
- Niphetogryllacris kilimandjaricus
- Niphetogryllacris lemur
- Niphetogryllacris maculigeminata
- Niphetogryllacris madagassa
- Niphetogryllacris marianae
- Niphetogryllacris mauritiana
- Niphetogryllacris meruensis
- Niphetogryllacris neglecta
- Niphetogryllacris niveiformis
- Niphetogryllacris occipitalis
- Niphetogryllacris pauliani
- Niphetogryllacris pittarellii
- Niphetogryllacris pungens
- Niphetogryllacris reunionis
- Niphetogryllacris roseivertex
- Niphetogryllacris scurra
- Niphetogryllacris signoreti
- Niphetogryllacris stigmata
- Niphetogryllacris submutica
- Niphetogryllacris succinea
- Niphetogryllacris testaceus
- Niphetogryllacris tolensis
- Niphetogryllacris triocellata
- Niphetogryllacris vosseleri